# تقوير

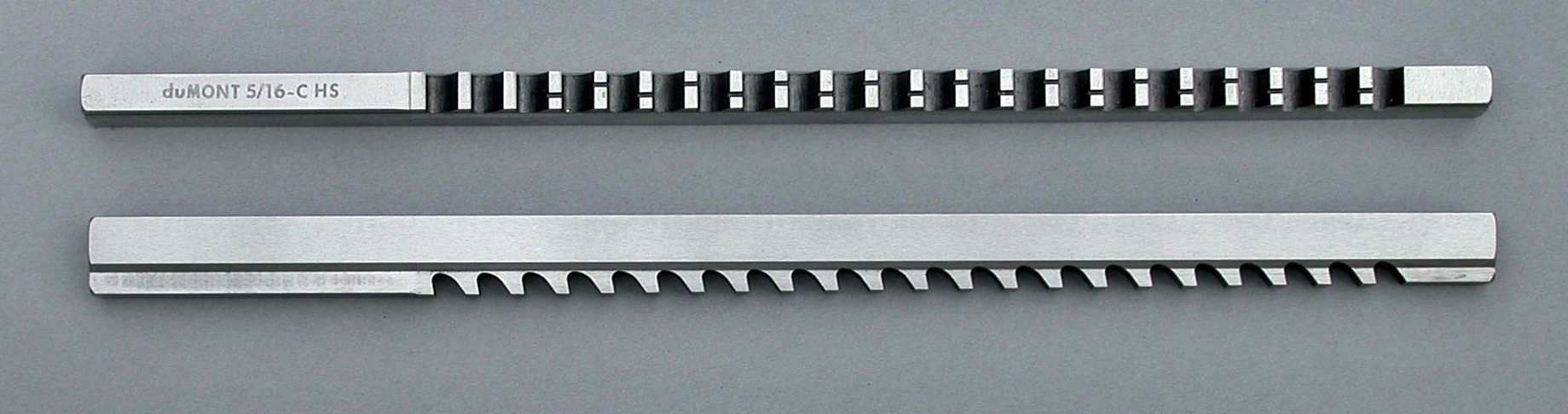
مُقوِّرة مجاري الخوابير 5-16 بوصة (8 مم) دفعية النمط؛ لاحظ كيف تكون الأسنان أكبر في الطرف الأيسر.

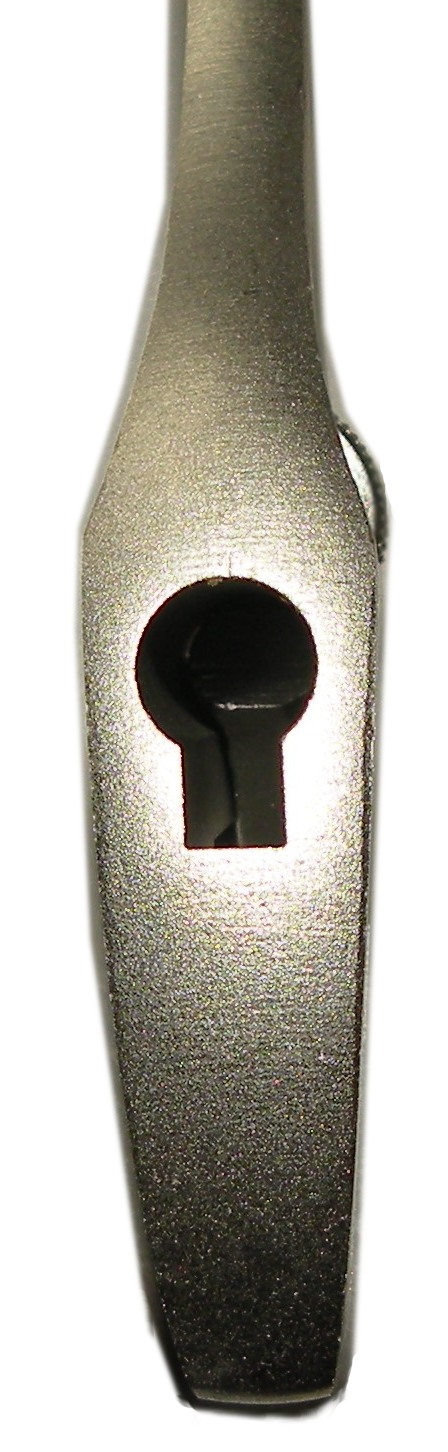
مجرى خابور مقوَّر في نهاية مفتاح ربط ضَبُوط.

التقوير أو تخليق الثقوب (بالإنجليزية: Broaching) هو تشغيل آلي يستخدم أداة مسننة تسمى المُقَوِّرَة أو مُخَلِّق الثقوب، لإزالة المواد. هناك نوعان رئيسيان من التقوير: الخطي والدوراني. في التقوير الخطي، وهي العملية الأكثر شيوعًا، تُشَغَّل المقورة خطيًا على سطح قطعة العمل للقطع. تُستَخدم المقورات الخطية في آلة التقوير. في التقوير الدوراني، تُدوَّر المقورة وتُضغَط بها على قطعة عمل لقطع شكل متناظر محوريًا. تُستخدم المُقوِّرات الدوارة في مخرطة أو في آلة لولبة. في كلتا العمليتين، يُجرَأ القَطْع في تمريرة واحدة من المقورة، مما يجعلها فعالة للغاية.
يستخدم التقوير عند الحاجة إلى معالجة دقيقة، خاصة للأشكال الفردية. تشتمل الأسطح المشكَّلة آليًا بشكل شائع على ثقوب دائرية وغير دائرية، وخُدَد [الإنجليزية] مجاري الخوابير والسطوح المستوية. تشمل قطع العمل النمطية المصبوبات، والمطروقات، وأجزاء آلة اللولبة، والمدموغات. على الرغم من أن المقورات يمكن أن تكون باهظة الثمن، إلا أن التقوير عادةً ما يكون مفضلًا على العمليات الأخرى عند استخدامه لعمليات الإنتاج بكميات كبيرة.
المقورات لها شكل يشبه المناشير، إلا أن ارتفاع الأسنان يزداد على طول الأداة. علاوة على ذلك، تحتوي المقورة على ثلاثة أقسام متميزة: قسم للتخشين، وآخر للتشغيل النصفي، وأخير للتشغيل. التقوير هو عملية تشغيل آلي غير عادية لأنه يحتوي على التغذية [الإنجليزية] المضمنة في الأداة. يكون القِطاع الجانبي للسطح المشغول دائمًا هو عكس القِطاع الجانبي للمقورة. يحدد الارتفاع لكل سن (RPT)، المعروف أيضًا باسم الخطوة أو التغذية لكل سن، كمية المادة المزالة وحجم الجُذاذة. يمكن نقل المقورة بالنسبة إلى قطعة العمل أو العكس. نظرًا لأن جميع الميزات مدمجة في المقورة، فلا يلزم استخدام حركة معقدة أو عمالة ماهرة. المقورة هي مجموعة فعالة من أدوات القطع وحيدة المِقْطَع مرتبة في التسلسل، وتقطع واحدة تلو الأخرى؛ وقطعها يشبه تمريرات متعددة من المقشطة النطاحة.

## التاريخ
يمكن إرجاع مفهوم التثقيب إلى أوائل خمسينيات القرن التاسع عشر، مع استخدام التطبيقات الأولى لتحزيز مجاري الخوابير في البكرات والتروس. بعد الحرب العالمية الأولى، اُستُخدِم التقوير لحلزنة مواسير البندقية. في عشرينيات وثلاثينيات القرن العشرين، أُحكمت درجات التفاوت وخُفِّضَت التكلفة بفضل التقدم في ماكينات التجليخ التشكيلي والتقوير.

### معلومات الكتب الكاملة
- Degarmo, E. Paul; Black, J T.; Kohser, Ronald A. (2003), Materials and Processes in Manufacturing (بالإنجليزية) (9th ed.), Wiley, ISBN:0-471-65653-4